# 윤일선
윤일선(尹日善, 1896년 10월 5일~1987년 6월 22일)은 일제강점기와 대한민국의 의사, 대학교수, 대학총장, 사회 운동가이다. 서울대학교 총장을 지냈다.
일본 교토 제국대학교(京都帝國大學校)에서 수학한 후 귀국, 세브란스 의과 대학과 서울대학교 의학부에서 교수로 활동했으며, 전공으로는 병리학과 해부학, 암 연구 분야였다. 대한민국학술원의 원로 회원이자 초대 원장이었으며, 서울대학교 의과대학 학장, 1954년 서울대학교 부총장, 1956년 총장, 1961년 서울대 의대 강사와 명예교수를 지냈다. 1956년부터 1973년까지는 암연구회 회장을 지냈다.
1963년 1월 박정희 등의 군정에 참여한 뒤로는 공화당 창립에 참여하고, 1964년 9월과 이듬해 1965년 9월에 오스트리아 빈에서 개최된 국제원자력기구(IAEA) 총회 한국대표로 두 차례 다녀왔으며, 과학기술후원회 이사장과 과학기술재단이사장 등을 역임하였다. 윤영렬의 손자이자 대한제국의 관료이자 교육자인 윤치오의 첫째 아들이다. 윤승선의 형이며, 대한민국 4대 대통령을 지낸 윤보선(尹潽善)의 사촌 형이며, 구한말의 개혁정치가 윤치호의 당질이다. 그밖에 함께 의사로 활동한 윤치왕이 그의 당숙이고, 윤유선은 그의 사촌 동생이다.
그는 한국 최초의 병리학자이기도 했고, 경성제국대학(서울대학교의 전신)에서는 한국인 최초의 의학박사들을 양성하였다. 그는 대학 교수와 학생들이 직접 선출한 최초의 비(非)관선 서울대학교 총장이었다. 일본 도쿄에서 출생하였고 지난날 한때 일본 긴키 지방 교토에서 잠시 유아기를 보낸 적이 있으며 일본 도쿄를 떠나 대한제국으로 귀국 후 충청남도 아산군을 거쳐 한성부에서 잠시 유년기를 보낸 적이 있다. 본관은 해평이며, 아호는 동호(東湖)이다.

## 생애

### 어린 시절

#### 출생과 가계

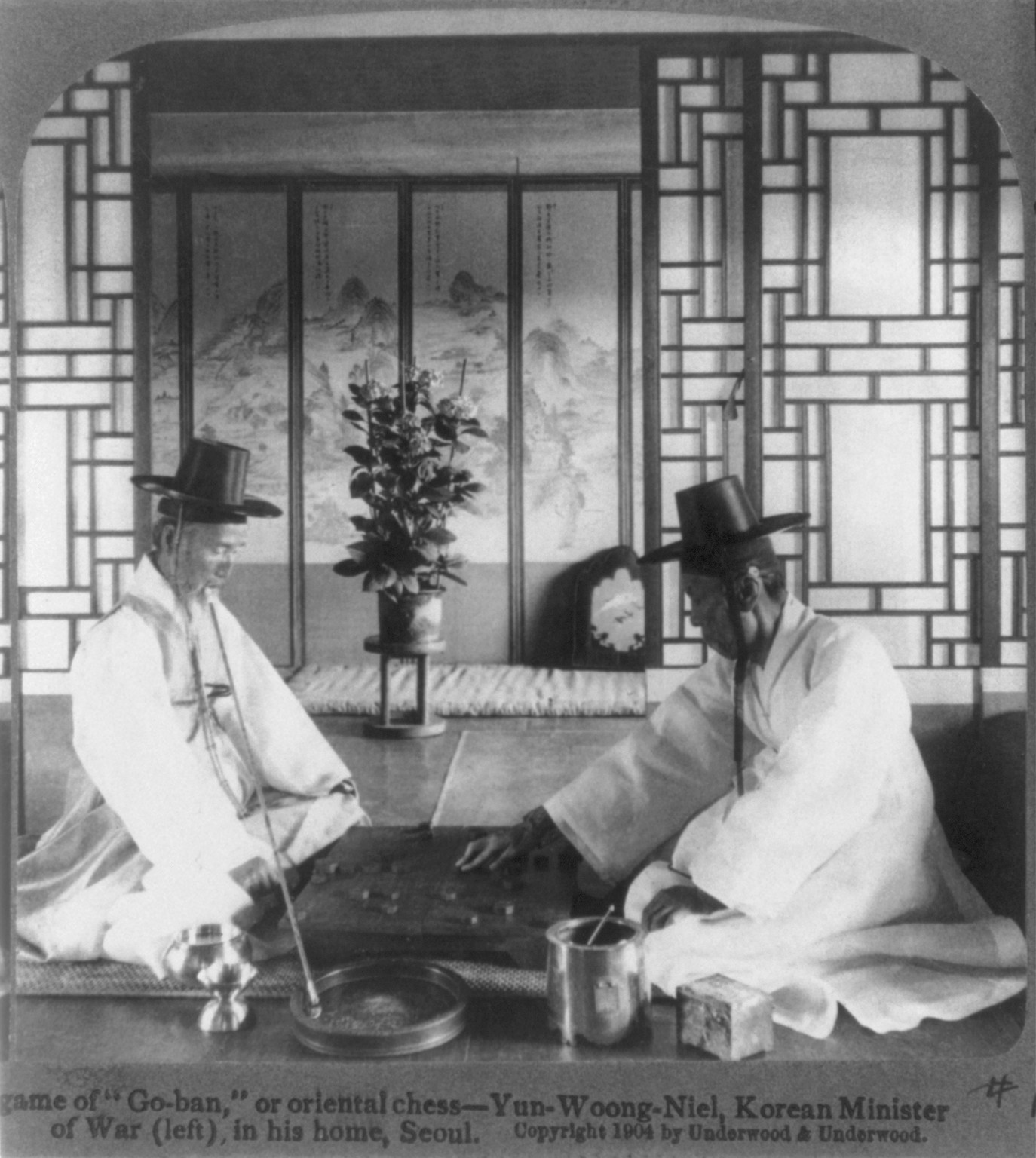
종조부 윤웅렬(왼편 담배 피우는 이)

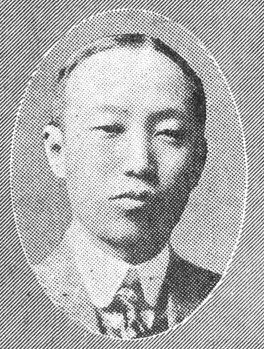
아버지 윤치오

동호 윤일선은 1896년(고종 34년) 10월 5일 일본 도쿄(東京)의 어느 전세방에서 일본에 유학 중이던 아버지 윤치오(尹致旿)와 어머니 이숙경(李淑卿, 다른 이름은 敬淑)의 장남으로 출생했다. 물론 실제 출생지는 일본이지만 선대의 고향이 충남 아산이고, 아버지 윤치오와 가족이 아산에 거주했으므로 충남 아산 출신으로도 본다.
조선 선조 때의 형제 정승 윤두수(尹斗壽), 윤근수(尹根壽) 형제의 후손으로, 그의 가계는 오래전에 몰락했으나 증조부 윤취동(尹取東)이 지중추부사(知中樞府事)로 출사하고, 할아버지 윤영렬과 종조부 윤웅렬 형제가 무관으로 중앙에 진출하여 가세를 일으켰으며, 당숙 좌옹 윤치호(尹致昊)는 대한제국 말기의 교육, 계몽운동가이자 독립운동가, 정치인이었다.
그가 태어날 무렵 아버지 윤치오는 개화당의 당원으로 김옥균, 서재필 등의 개화파와 가까이 지내다가 갑신정변으로 일본에 피신한 뒤, 귀국, 다시 일본 유학생 감독에 임명되는 등 일본과의 왕래가 잦았다. 이후 동생들이 태어났는데 윤명선은 고등문관시험에 합격하여 만주국의 관료로 부임했으나 일찍 죽었고, 다른 동생 윤왕선은 미국으로 유학갔으나 헤이스팅스 대학 재학 중 병을 얻어 입원 중 사망했다. 다른 동생 윤승선(尹昇善)은 대한민국 건국 이후 해군 공병단 창설에 기여하였고, 이병도의 6촌 여동생인 이을남과 결혼했다.
남편과 함께 일본에 출국했던 어머니 이숙경은 1895년 배편으로 하여금 제물포로 귀국하였으나 다시 일본으로 돌아갔다가 그를 출산하였다.
학업을 계속하던 아버지 윤치오의 생활은 넉넉한 편이 아니라더 도쿄 지구 사국정(芝區四國町)의 어느 교수의 집에 세들어 살았다. 일찍 서구문화에 눈을 뜬 그의 부모는 비록 셋방 신세였으나 부지런히 사회활동을 했고 자녀들에게 쏟는 교육열 또한 대단하였다. 당시 그의 부모는 유학 중이었으므로 그는 사설 어린이집에 다니다가 누이동생 윤시선, 동생 윤명선과 함께 소학교에 입학하게 된다.

#### 유년기와 소년기
도쿄에서 자라면서 그는 그 곳의 효성소학교(曉星小學校)에 다녔다. 효성 소학교는 가톨릭계 학교로 1학년 때부터 프랑스어를 가르쳤다. 학교 재단이 프랑스계였던 탓으로 학교 생활도 프랑스식으로 서구화되었다. 그가 입학한 뒤 여동생 시선과 남동생 명선이 연이어 효성소학교에 입학한다.
| “ | 학교 제복은 짧은 바지에 긴 양말을 신었고 웃옷은 번쩍거리는 금단추를 달았다. 여기에 금테두른 둥근 모자를 썼다. 그리고 학교에서는 가운을 입어야 했다. 점심은 학교에서 제공하였고 소풍을 가게 되면 학교에서 뷔페식의 양식을 만들어 날라다주기도 했다. 당시 동경엔 전차가 없던 시절이라서 돈있고 행세하는 집안의 아이들은 마차를 타고 다녔다. | ” |

효성소학교는 일종의 사립초등학교였는데, 아버지 윤치오가 이와 같은 특별한 학교에 그와 그의 여동생 윤시선과 남동생 윤명선을 차례로 입학시킨 것은 가정이 넉넉해서가 아니라 단순히 자녀들을 훌륭하게 키워보겠다는 교육열 때문이었다. 윤일선도 후대에 회고하기를 "덕분에 나는 어려서부터 불어를 배울 수 있는 행운을 안았다."라고 회상하였다.

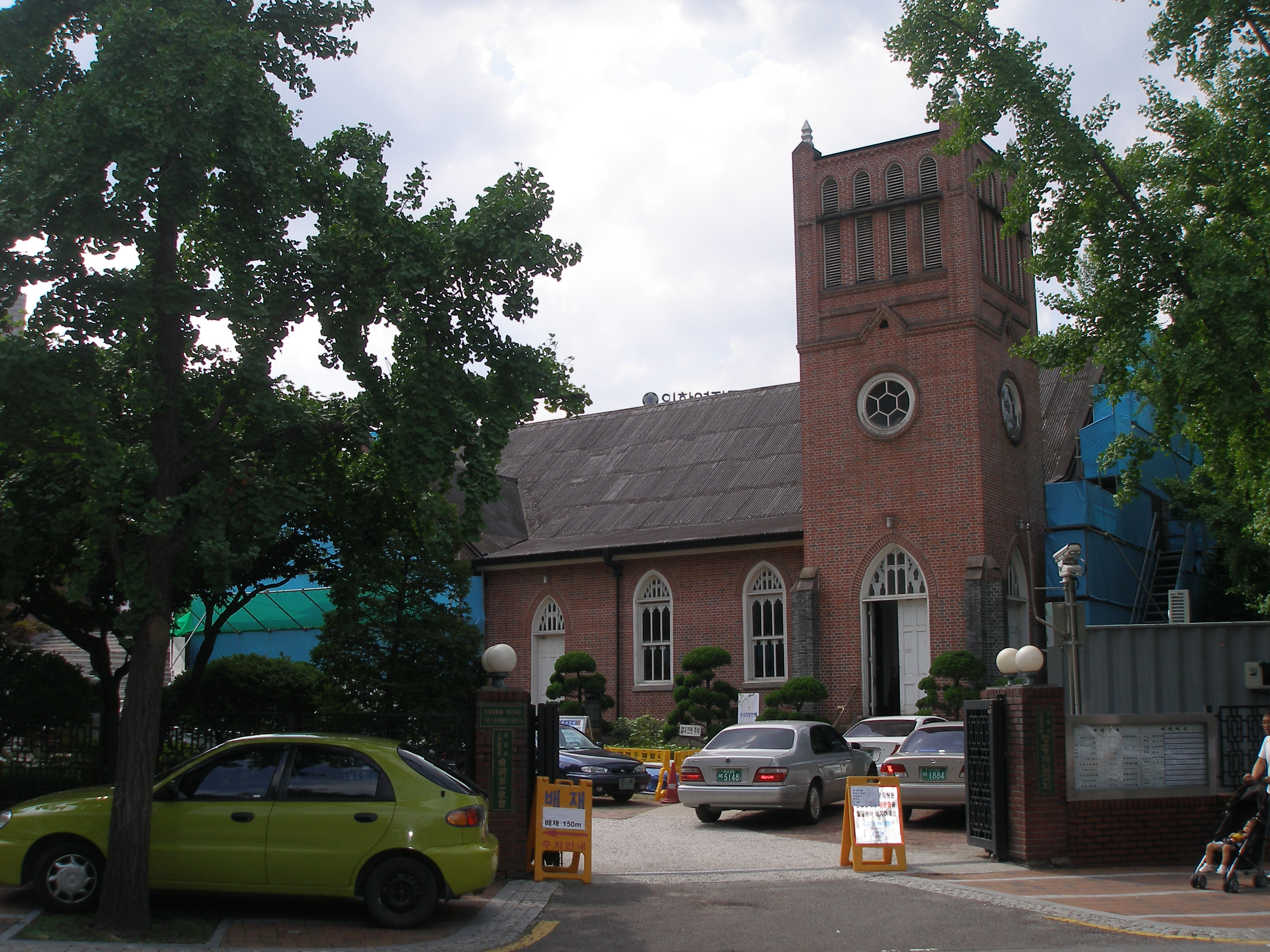
정동제일감리교회 예배당

1906년(광무 9년) 7월 24일 배편으로 귀국해 7월 26일 부산항에서 내렸다가 열차로 부산과 성환을 거쳐 아산 둔포면 신항리 고향으로 상경하였다. 윤일선과 형제들은 조부모에게서 우리말 공부를 했다. 얼마 뒤 아버지 윤치오가 학무국장에 임명된 뒤 정착하면서 저동(苧洞, 명동성당 아랫 동네)로 이사하였다. 상경 후 윤일선은 형제들과 함께 정동제일감리교회에 나가게 되었고, 얼마 뒤 본 교회 초대 목사인 최병헌(崔炳憲)에게 세례를 받고 이후 80년간 정동감리교회에 다니게 되었다. 이어 아버지의 직장 근처인 경성부의 정동에 있는 일출소학교(일신초등학교의 전신)를 다녔다. 당시는 그의 아버지 윤치오가 특별히 대한제국 학부의 학무국장에 임명되었기 때문이었다.
그의 부모는 그가 일출소학교에 다닐수 있도록 일부러 저동으로 이사했다고 한다.

#### 청소년기
1909년(융희 3년) 겨울 도쿄에서 어머니 이숙경을 여의었다. 어머니 이숙경은 1907년 1월 순종비 순정효황후가 새로 간택될 때 하례식에 참석했는데, 감기로 몸이 성치않은 상태에서 하례식에 다녀오다가 감기가 악화되었고 결국 한성병원에 입원했지만 병원에서 사망했다.
어머니 이숙경은 아버지 윤치오에게 유언을 남겼는데 '일선이는 책을 좋아하고 공부하기를 좋아하니 대학까지 보내 학자가 되도록 하시고 명선이는 친구들과 사귀기를 좋아하니 법과(고등학교 법과)에 가게 하도록 하시라'고 유언을 남겼는데, 윤일선은 그의 유언을 오래도록 기억하였다.
| “ | 이러한 어머님의 말씀은 그 후 내가 의학을 택해 병리학을 전공하게 된 계기가 된 것으로 생각한다. 부모님의 한 말씀이 그 자식들에게 얼마나 감명을 주고 일생의 지침이 되는가를 알 수가 있다. | ” |

어머니의 갑작스러운 죽음으로 그는 인간이 무엇인가에 대해 의문을 품게 되었고, 후일 의사와 의학자가 되는 계기가 된다.
1910년(융희 4년) 아버지 윤치오는 공개 구혼 광고를 냈는데, 여기에 응한 김윤정의 딸 김고라와 아펜셀러 목사의 주례로 재혼했다. 그의 계모인 김고라는 재혼 후 성을 남편을 따라서 윤씨로 바꿔서 윤고라로 이름을 개명했다. 한자명으로는 윤고려이다.
개화 여성인 윤고려는 전실 부인의 자녀인 윤일선의 5남매를 친자녀처럼 대하였다. 윤일선과 형제들은 "미국에서 오신 계모로부터 영어를 착실하게 배울 수 있었다."
1911년 3월 일출소학교를 졸업하고 경성중학교(京城中學校)에 진학하였다. 그는 시험을 보고 중학교에 진학했는데 '일출소학교를 졸업한 뒤 일본 학생들과 입시경쟁을 치러 경성중학교에 입학하여 5년간을 다니게 되었다.' 당시 소학교에서 중학교로 진학하는 데도 입시가 존재했고 그는 우수한 성적으로 경성중학교에 입학하였다.
경성중학교 5학년 때 학과 과목 가운데 물리, 화학을 좋아했고 자연계 현상과 법칙 등에 흥미를 느껴 아이잭 뉴턴의 만유인력의 법칙과 찰스 다윈의 진화론, 멘델의 법칙 등 자연진리학에 심취하였다. 그 뒤 그는 "학문이나 과학의 진리는 객관적으로 존재하지만 그 진리를 인식하는 것은 인간이 창조한 주관의 산물"이란 신념을 갖게 된다.

#### 일본 유학과 의학 전공
1915년 3월 경성중학교를 졸업, 그해 일본으로 유학하여 일본 강산(岡山) 제6고등학교로 진학하였다. 집안에서 학비를 넉넉히 지원하였으므로 학비 조달은 곤란하지 않았으나 그는 일본 유학 중에도 직접 아르바이트와 노동으로 자신의 학비와 용돈을 조달했다. 당시 도쿄에는 사회주의 사상에 빠진 조선인 젊은이들이 증가하였으나 그는 여기에 휘둘리지 않고 학업에 전념하였다. 1919년 4월 상하이에서 상해 임시정부 국무총리 이승만의 밀명을 받고 자금을 거두러 온 사촌 동생 윤보선을 만나 자신이 소지하던 돈을 희사하고 고국의 가족들에게 특별히 용돈을 조달하여 윤보선 편에 되돌려보냈다. 영국 유학 중이라던 윤보선은 상하이로 건너가 독립운동에 투신했고, 중국인 외교관의 조카를 가장하여 일본으로 밀입국한 것이었다.
일본 강산 제6고등학교는 제1부는 인문계, 제2부는 자연과학계이고 제3부는 의학계로 나뉘어 있었다. 그는 제6고등학교 제3부를 선택했는데 이때부터 의학에 전념하게 된다. 이 학교에 함께 다니던 조선인 낭산 김준연(金俊淵)과 1년간 함께 하숙생활을 하기도 했다. 제2고등학교 2부에서 의예과에서 그는 김준연, 이갑수(중앙대 교수 이상돈의 부친), 김형달 등과 만나 교분을 쌓게 되었다.
그가 의학을 선택하게 된 계기로는 몇가지 동기가 있었다. 일본은 한국과 달리 고등학교 내에 인문계, 자연계와 함께 의학계가 있었다. 또한 그는 어려서부터 약골인데다가 어머니를 일찍 병마로 여읜 그는 자연 인간을 질병으로부터 지켜주는 의학의 중요성을 인식하게 되었고, 당시 우리나라에서는 대학 출신 의사가 전무한 때였던 만큼 의사의 사회적 희소가치라는 점에 눈을 뜨고 있었다. 특히 조선총독부 치하에서 다른 사회과학 분야를 공부해서는 장래성이 없으리라는 판단에서도 의학도가 될 것을 결심했다.
의학은 독일어 원어로 배웠기 때문에 주당 독일어 시간이 13시간격이었다. 독일인 교수가 직접 강의를 담당한 시간도 꽤 많았기 때문에 이때 배운 독일어 실력으로 1937년 6월 독일에 갔을 때 별 다른 불편 없이 생활할 수 있었다.
고등학교 다니던 시절에는 물리학, 화학, 독일어시간이 많았는데 특히 화학 시간에는 담당 교과목 교사가 리비히, 에밀, 피샤, 웰라 등 유명한 화학자들에 관한 이야기를 많이 해주었기 때문에 그는 나도 그런 학자가 되었으면 하는 생각에 잠긴 일이 여러 번 있었다. 그는 후일 "그래서 고등학교 시절의 이런 꿈으로 내가 병리학을 선택해 일생을 바쳤는지도 모른다."고 회상하였다. 이때 그는 괴테, 실러 등 독일 문학작품과 일본 문학 작품도 많이 탐독하였다.
고등학교 재학 당시 그는 아미노산을 발견한 유기화학자 에밀 피셔(Emil Fischer)에게 크게 감명받았다고 한다.

### 일본 유학 생활

#### 대학교 생활 초기

일본 유학시절의 김연수(오른쪽 선 이)와 김성수(왼쪽 앉은 이). 김연수는 그의 대학 동창이고, 김성수는 김연수의 형이자 숙부 윤치영의 사돈이다.

1919년 7월 일본 제6상업학교 제3부를 졸업한 뒤, 귀국하지 않고 바로 그해 9월 일본 교토 제국대학(京都帝國大學, 교토 대학의 전신) 의학부에 진학했다. 성인이 된 후 호를 동호(東湖)라 하였다. 따라서 동호 윤일선으로도 부른다.
딩시 일본 교토 제국대학은 입시 대신 고등학교 때 성적으로 학생을 선발하였다. 윤일선은 훗날 "교토(京都)라는 고전적인 도시와 조용하고 학구적인 학교 분위기가 모두 마음에 들었다"고 회상하였다. 입학식 때 총장 아라키(荒木)의 훈시에 큰 감명을 받아 앞으로 학문에 대한 각오를 확고히 다졌다. 그는 입학 직후 3년간 대학내 기독교청년 기숙사에서 생활하였다. 이때 그의 동창 김영우(金英雨)는 그가 YMCA 기숙사에 생활할 수 있도록 주선해주어 들어가게 되었다. 집안에서는 넉넉한 학비를 보내왔지만 그는 근검 절약하였다.
그 뒤 그는 동창인 김연수(金秊洙, 삼양사 회장)와 이관구(李寬求, 신문연구소장), 최현배(崔鉉培) 박사 등과 자취를 했는데, 후일 '교토에서 잊을 수 없는 것은 김연수(金秊洙, 삼양사 회장)와 이관구(李寬求, 신문연구소장), 최현배(崔鉉培) 박사 등과 함께 1년간 자취를 했던 것이다. 특히 동갑인 김연수와는 생일마저 같은 8월 25일(음력)이라 그 때부터 공동으로 생일축하를 하는 것이 관례가 되었다."고 한다. 김연수와는 후일 사돈간이 되는데, 그의 삼촌 윤치영의 딸 윤성선이 김연수의 형 인촌 김성수의 며느리가 된다.
교토 제국 대학에서 본격적으로 의학 공부를 시작한 윤일선은 중대한 선택의 기로에 서게 된다. 이는 그의 고민이었는데 '임상의학을 하느냐 기초의학을 하느냐'하는 것이었다. 그에 의하면 '임상의학을 하느냐, 기초의학을 하느냐는 의학도라면 누구나 한번 쯤은 부딪치게 마련인 결단의 고민이었다. 임상의가 되어 직접 환자를 치료하는 것이나, 임상의 발판이라 할 수 있는 기초의학을 연구하는 것이나 인간을 질병에서 구한다는 점에서는 경중을 가릴 수 없을 만큼 다같이 중요하다.'는 것이다. 그는 이를 두고 '나무와 꽃의 관계.'라고 평하기도 했다.
그는 선택의 고민 때문에 신경 쇠약에 걸릴 지경이었다. 동창인 이관구와 이 문제를 놓고 토론을 하다가 얘기가 철학적인 차원으로 번져 인생의 목적을 논하느라 밤을 새운 일도 있었다고 한다ㅓ. 윤일선은 여러 날 번민한 끝에 결국 '꽃보다는 뿌리'가 될 것을 결심했다. 임상의가 되어 환자를 치료하고 개업해서 돈을 버는 것도 좋겠지만, "질병의 근원과 싸움으로써 의학 발달의 기초가 되는 것이 더 보람있는 일"이다라는 생각에서 그는 병리학을 선택했던 것이다.

#### 후지나미 교수의 영향
교토 대학 의학과에서 그는 독일의 저명한 병리학자 루돌프 피르호(Rudolf Virchow)의 제자인 후지나미 아키라(藤浪鑑)를 만났다.
그는 당대 일본의 이름난 병리학자였는데 강의가 어려웠으나 실제적이어서 학생들에게 인기가 높았다 한다. 그는 후일 평하기를 '후지나미 교수 만큼 당대에 연구를 많이 한 학자도 드물었다.'라고 하였다. 후지나미 교수의 강의는 이론 보다는 연구를 통한 경험 중심의 실제적인 강의를 많이 하였다.
교토 제국 대학 YMCA 기숙사 청년회 이사장직을 겸하고 있던 후지나미 교수는 독실한 기독교인이었는데, 타지에서 공부하러 온 학생들에게는 특별한 관심과 정성을 기울였다. 후지나미 교수는 매주 수요일이면 정오에 기숙사 식당에 나와 학생들과 함께 보리밥을 들며 인생과 학문에 대한 여러 가지 이야기를 들려 주었고, 매주 금요일에는 한국인과 중국인 학생들을 집으로 따로 불러 다과회를 베풀어 주면서 후지나미 교수 자신이 학교에 다닐 때 돈이 없어 고학하던 일과 모든 일은 가장 밑바닥부터 착실히 해나갈 때 사람들의 인정을 받게 된다는 경험담을 들려주며 열심히 노력하면 반드시 성공하게 마련이라고 격려해 주었다. 그의 인품과 배려에 감화된 윤일선은 오래도록 후지나미 아키라 교수를 잊지 않았다. 그는 '대학생활을 통해서 교토 제대 병리학 교수로 있던 후지나미 아키라 교수의 고마움을 잊을 수 없다.'고 하였다.

#### 대학 재학 시절
그는 학생들 사이에서도 공부에만 전념하는 사람으로 알려져 있어 유학생들이 활동하는 서클에 가입하라는 권고나 강요를 받지 않았다. 그래서 이들이 관계하는 독서회나 학생회에는 일절 관계치 않았다. 그럼에도 김준연 등 소수의 친구들과 가까이 지냈다.
교토의 서점들은 당시 웬만한 학생들에게 책은 외상으로도 주었는데 그는 직접 비용을 주고 구입하였다. 당시 조선총독부 학무국에서 월 50엔의 장학금을 보내 도쿄에 있는 유학생감독부를 통해 타쓰고 있었는데 생활비를 아껴쓰고 남은 돈으로 모두 책을 사들였다. 조선에 있던 본가에서도 수시로 용돈을 보내므로 학비 걱정은 거의 없이 넉넉한 생활을 하였다.
교토 대학 1학년 때 그는 해부학, 생화학, 생리학, 조직학 등을, 2학년 때는 미생물학, 병리학, 기생충학, 위생학, 진단학 등 주로 기초적인 것을 배웠다. 그러나 처음 2년간 그는 의학보다는 문학, 철학, 음악과 미술 분야에 더욱 흥미를 느껴 이 분야의 책을 많이 읽었다. 기숙사에 돌아와서는 아예 의학책은 제쳐놓고 문학 작품과 철학책을 탐독하였다.
2학년 때 그는 '빛은 동방에 있다'고 주장한 인도의 시인 타고르의 일본 특별 강연을 들었다. 이를 계기로 인도 철학은 물론 동양 철학과 종교 철학에 관한 많은 책을 읽었는데 때로는 책을 읽다가 강의를 빼먹은 일도 있었다. 학교에 다니면서도 틈이 나면 전공 외에 문학과 철학 강의를 들었다. 당시 일본에는 세계적인 음악가 짐벌리스트, 하이페츠엘만 등의 유명한 바이올리니스트들이 들려서 연주를 하였다. 그는 듣고 싶은 욕심에 25원을 주고 1주일 치 입장료를 구입하였다. 총독부 당국에서 나오는 그의 한달 치 생활비는 50원으로 그는 절반을 연주회에 가기 위해 사용하였다. 또한 미술전람회는 가을에 일본 문부성이 주최하는 문전과 민간인이 주최하는 이과전이 있었는데 그는 이를 빼놓지 않고 모두 관람하였다.

#### 대학원 생활과 연구 활동

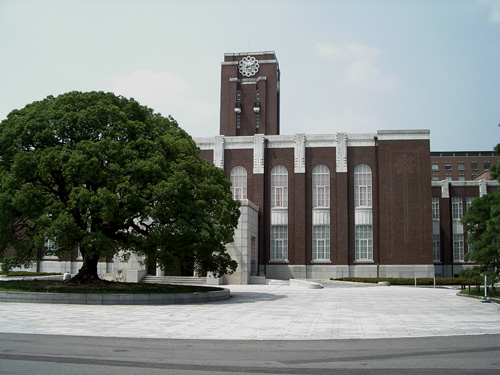
모교 교토 대학

1923년 6월에 교토 제국대학 의학부를 졸업한 뒤 동 대학교 대학원에 진학했다. 교토 제국대학 대학원에서 그는 후지나미 아키라(藤浪鑑)에게서 병리학을 수학하였다.
크리스찬인 후지나미 교수는 틈만 있으면 학생들과도 잘 어울리는 인자하고 소탈한 성격이었는데, 윤일선은 이때 '그로부터 학문 뿐만 아니라 정신적인 면에서도 크게 영향을 받은 것 같다.'라고 회고하였다.
동시에 모교 교토제국대학 의학부 병리학교실의 부수(副手, 조교)로 취직하여 대학원 과정을 다니며 1925년 9월 일본 교토 제국대학 대학원에서 병리학 석사학위를 받고, 동 대학 박사과정으로 진학하였다. 윤일선의 재능과 뜻을 알아본 후지나미 교수가 그의 등록금을 대신 납부해주는 대신 그는 무급 조교로 활동하였다. 교토 제국 대학 대학원 재학 중 세브란스의학전문학교 교수 부교장(교감)인 미국인 교수가 후지나미 교수에게 그를 의전 교수로 초빙해도 되겠느냐고 연락이 왔다. 이어 미국인 세브란스 부교장은 후지나미에게 윤일선을 세브란스 의전의 교수로 초빙하려 하니 보내달라는 간곡한 부탁을 해오기도 했다.
윤일선은 조교 처지에 월급 2백원이라는 조건이 마음에 끌리기는 했지만 아직 남을 가르칠 만한 실력이 없다는 이유로 거절했다. 후지나미 교수는 속으로 윤일선이 거절하기를 바라고 있었던지 무척 반가워하면서 그에게 연구실을 마련해 주고, 대학원 장학금과 일본 학사원 연구비(日本學士院硏究費) 3천원 을 특별 지원으로 얻어주기도 했다.
1927년 10월 6일 이화여전 출신 조영숙과 결혼하였다. 윤일선은 대학원을 거의 마칠 무렵 다시 세브란스의학전문학교(연세대학교 의과대학의 전신)로부터 교수 제의를 받았으나 고사하고 연구생활을 계속했다.

#### 귀국과 투병, 강단 활동

부인 조영숙 (결혼식 무렵)

결혼식 무렵의 윤일선(1927년)

그러던 중 심한 설사로 입원하게 되었는데 잘 치료되지 않자, 결국 대학원을 자퇴하고 1925년 9월 귀국하여 1년간 고향에서 투병생활을 하였다. 당시 국내에서는 의사를 양성할 의과대학 교수가 부족했고 대부분 미국인 선교사들이 영입해온 의학자들에게 의존했다. 각지에서 그에게 자기 대학의 교수직을 제의했으나 모두 고사하였다.
그러던 중 1926년 윤일선이 회복되었다는 소식을 들은 후지나미 교수는 그를 경성제국대학 의학장인 시가(志賀潔)에게 추천하였다. 시가는 다시 윤일선을 병리학교실 도쿠미츠(德光美福) 교수에게 소개했고, 도쿠미츠는 흔쾌히 윤일선을 받아들였다. 윤일선은 1926년 경성제대 부수로 시작하여 조수를 거쳐 1928년 3월 조교수 발령을 받았다. 한국인으로는 최초로 제국대학의 교수가 된 것이다.
후지나마 교수가 경성제국대학 의학부장 시가 교수에게 그를 조교수로 적극 추천했지만 일본인 의학도들에게 밀려 부수(조교)로 들어갈 수밖에 없었다. 그에 의하면 '그래 일본인들도 미안했던지 윤부수에게 매월 50원의 월급을 주는 특혜를 베풀었다.'는 것이다. 그런 연유로 2년만인 1927년에 조수로 승진하고, 1928년에 조교수로 승진했다. 조교가 된 지 3년만에 강단에 서게 됐다.
설사 증세가 완전히 낫지 않았으나 그는 다시 일본으로 되돌아가 복학, 계속 공부한 끝에 '내분비선과 과민증에 관한 연구'라는 그의 논문이 1929년 교토 제국대학 교수회의를 통과하여 1929년 1월에 교토 제국대학 대학원에서 의학박사 학위를 받았다. 학위기는 1920년 1월 하순 교토 제국대학에서 우편으로 발송했다. 이로써 그는 일본 대학 출신 한국인으로는 6번째로 의학박사가 되었고, 한국인 최초로 병리학자가 된 것이다.

#### 한국인 병리학자 양성
교단에 선 그는 국내 최초로 한국인이 한국인 의학 석사, 박사과정 학생들을 가르쳐 석사, 박사들을 배출하였다. 그의 제자 이영춘은 <생체에 있어서의 니코틴 작용이 성호르몬에 미치는 영향>으로 경도제국대학에서 의학 박사를 받았다. 이것은 당시 한국에서 수행한 연구로 일본제국대학의 박사 학위를 처음으로 받은 것이었으며, 병리학이란 범위를 넘어 서양 의학 연구의 토착화에 크게 공헌하였다. 이와 같이 세브란스의 연구에서 중추적인 역할을 수행하던 윤일선은 조선의사협회의 창설에도 주도적으로 참여하였다.
그는 65세로 정년이 되던 1961년까지 256편의 연구를 지도했고 152명의 의학 박사를 배출하였다. 그리고 수천여 명의 의학 석사들과 의과 대학 졸업생들을 길러냈다.

### 의술, 학술 활동

#### 세브란스 의전 교수생활과 시설 발전

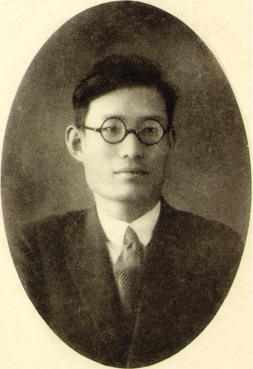
윤일선 (1929년)

귀국 후 경성제국대학에서 의사로 진료를 시작한 그는 한국 최초의 병리학자이기도 했다. 1927년 경성제국대학 의학부 병리학교실 조수, 1928년 경성제국대학 의학부 병리학교실 조교수 등을 거쳐, 1929년 일본에서 박사학위를 받고 그해 세브란스의학전문학교 전임강사가 되었다. 당시 세브란스의학전문학교의 수준은 열악했는데 그에 의하면 "도서관이 없는 정도였으니까요."라는 것이다.
세브란스의학전문학교 부임 후 그의 첫 번째 사업은 교내 도서실을 만드는 일이었고, 일본과 구미 각국으로 의학 서적을 주문했다. 도서 비용은 모두 그가 직접 부담했다. 그해 세브란스 의학 전문학교 병리학 교수에 임용되고, 1933년 세브란스 의학 전문학교 교수에 재임용되었다.
그는 세브란스 의전에서 연구실 제도를 처음 도입하였다.
| “ | 내가 우리나라에 처음으로 의학 교육에 본격적인 연구 시스템을 도입한 셈이지요. 1972년 경향신문과의 인터뷰에서 | ” |

그는 한편으로 '세브란스 메디컬 저널', '조선의학회지'와 일본의 각 의학지에 국내외의 논문을 발표하거나 전재하여 세브란스 의전의 존재를 밖으로 널리 알리고 외국 학자들의 연구 논문을 조선인 의학도들에게 소개해주는데 공헌을 했다. 그는 영어 실력과 한자, 일본어 실력이 유창하였는데, 국내 의학자들의 논문을 일본의 각종 학술회의나 의학, 의과 대학 신문에 게시, 기고할 수 있도록 적극 추천, 주선해주었다. 세브란스 의전에서 그는 병리학, 기초 의학 전공 수많은 초급, 중급 의사들을 길러냈고, 1940년대 초반에는 의료 혜택을 받지 못하던 조선 각지의 중소도시와 읍면 지역에도 병원이 설립되었다.

#### 일제 강점기 후반
의학자 이영춘(李永春), 의학협회장을 지낸 소아과의사 조동수(趙東秀), 훗날 연세대학교 부총장을 지낸 외과의 민광식(閔珖植) 등은 모두 윤일선이 세브란스의전에서 길러낸 인재들이다. 그는 1972년 경향신문과의 인터뷰에서 "그때 내가 길러낸 박사들만도 50,60명 이상은 된다."라고 자랑하였다.
1935년 세브란스의과전문학교의 교무처장이 되고 그해 세브란스의전 학감(교감)이 되어 10년간 세브란스의전의 학감과 교무처장으로 교내 행정을 총괄하였다.
일제 강점기 후반에는 세브란스 대학교 의과 대학 교수로서 조선의사협회 창립에 참여하였고, 당숙 윤치왕(尹致旺) 등과 함께 조선의사협회에서 적극적으로 활동하였으며 이후 조선의보의 편집장 등을 지냈다. 동시에 경성제국대학 대학원에도 출강하여 학생들을 지도했는데, 1935년 2월 윤일선이 지도하던 학생들 중 이영춘을 비롯한 학생들이 최초로 국내에서 박사학위를 받았다. 이들은 국내에서 최초로 의학박사 학위를 받았으며, 한국인 교수의 지도하에 최초로 의학박사 학위를 받은 인물들이기도 하다.
그의 집안에서는 윤일선 외에도 5촌 윤치왕과 4촌 윤유선이 모두 의사였다. 또한 조카 윤창구는 물리학자였다.

#### 광복 직후
1945년 경성대학교 의과대학 교수 겸 의학부장에 선출되고, 조선의학협회 회원이 되었다. 그해 8월 만주에서 귀국한 김두종(金斗鍾)을 경성제국대학 의과대학에 천거하여 의사학(醫史學)을 강의하며 부속병원장으로 추천하였다.
1945년 8월 경성부 체류 중 광복 소식을 접하였다.
9월 윤일선은 김성수, 백낙준, 최규동(崔奎東), 조동식(趙東植), 김활란 등과 함께 미군정청 문교부 학무위원(學務委員)이 되었다. 당시 학무위원회는 교육법 제정권과 전국 학교 교장, 학장들의 인사권을 보유하였다. 9월 20일 학무위원회의 결정에 따라 윤일선은 경성대학(서울대학교의 전신) 의학부장(醫學部長)으로 전임되었다. 이는 당시 일본인들로부터 경성대학(경성제국대학)을 빨리 인수하기 위한 미군정청의 조처였다.
그 뒤 한국민주당이 창당되면서 그에게도 영입 제의가 들어왔으나 사양하였다. 1945년 12월 우익과 좌익간의 싸움이 신탁통치의 찬반을 둘러싸고 한층 가열되자 대학들 내에도 심각한 영향을 주게 되었다. 인문계에 비교해 의학도들은 정치적인 문제에 대한 영향을 덜 받는 편이었는데도 의과 대학 교수들이 총사직하는 사태가 벌어졌다. 이어 일부 의학도들 역시 신탁통치 찬성, 신탁통치 반대 문제에 개입, 데모대에 합류하기 시작했다.
윤일선은 교수들을 일일이 집으로 찾아가 학교로 되돌아오도록 설득했다. 해방 후 그는 경성대학 의학부의 의학부장에 취임했다가 국립 서울대학교의 병리학 교수 및 서울대학교 의과대학의 첫 대학원장에 임명되었다.

#### 서울대학교 부총장과 총장, 학술 단체 활동

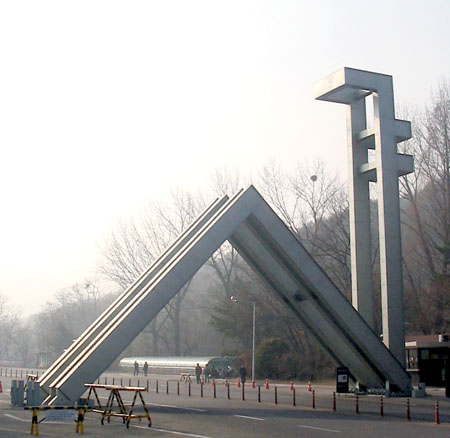
서울대학교 정문

1946년 경성대학교가 서울대학교로 교명을 변경하면서 서울대학교 의과대학 교수가 되었다. 그 뒤 그 해에 경성대학이 국립대학으로 승격되면서 서울대학교 의과대학원장에 선출되었다. 10월부터는 서울대학교 대학원장직을 겸직했다. 1948년 5월 1일 조선의학협회 2차 총회에서 회장에 선출되고, 대한의학협회로 명칭을 바꾸면서 대한의학협회 회원이 되었다. 1948년 심호섭의 뒤를 이어 대한의학협회 2대, 3대 회장으로 선출되어 1952년 4월 30일까지 재직했다. 그밖에 세브란스 의과대학 교수, 서울대학교 의과대 학장, 대한의학협회장, 학술원 초대 회장 등을 지냈다.
1947년 7월 국제암학회(UICC) 회장 카워드리로부터 제6회 국제암학회에 참석해달라는 초청장을 받고, 그해 9월 경북대학교 의과대학 교수 고병간(高秉幹) 등과 함께 세인트 루이스에서 제6회 국제암학회 학술회의에 참석하고 돌아왔다. 이때 발표한 한국인의 암에 대한 통계학적 연구(1947), 안드라퀴논을 투여하여 발생한 토끼의 위암(1947) 은 1948년 초 캔서리서치 잡지에 소개되었다. 1948년 10월 잡지 학풍(學風)이 창간되자 필진으로 참여하였다.
1948년 3월 미국 프린스턴 대학교 고등물리연구소에 있던 아인슈타인을 방문, "학문이나 과학의 진리는 객관적으로 존재하지만 그 진리를 인식하는 것은 인간이 창조한 주관의 산물"이란 것을 질문하자 아인슈타인 역시 "과학적 진리는 그 객관성을 인정받지 않으면 그 존재를 알 수 없다"고 하였다. 윤일선은 곧 아인슈타인의 친필로 독일어로 써 받아가지고 와 보관하였으나 한국 전쟁 중 유실되었다.
1950년 6월초 국제암회의에 참석키 위해 출발 준비를 하던 중 6.25 전쟁이 터졌다. 국제암학회 회의는 6월 28일에 출발 예정이었으나 그는 대외적으로 미리 출발한 것을 가장하고 친구들의 집에 피신했다. 북조선에서는 속아넘어가 윤일선을 찾을 생각을 안했기 때문에 그는 3개월간을 무사히 넘길 수 있었다. 1950년 10월 한국 전쟁 중 피신하여 납북의 위기는 모면했다. 그러나 그의 누나 윤시선과 매부 민원식, 사촌 윤광선 등이 납북되었다. 1952년 휴전 이후 서울로 되돌아왔다.

#### 학술원 활동과 서울대학교 총장 시절
1952년 대한민국학술원 출범에 참여하여 회원이 되고, 1953년 1월부터 4월까지는 서울대학교 약학대학장이었다.
1954년 서울대학교 부총장에 추천되었다. 1954년 3월 서울대학교 총장이 부총장으로 제청한 윤일선에 대한 동의 투표를 실시, 당시 투표자격이 있던 조교수 이상은 223명 중 158명이 단과대학별로 투표한 결과, 윤일선은 다수의 동의를 얻어 부총장에 취임했었다. 부총장이 되면서 대학원장직을 사퇴했다. 1954년 4월 대한민국학술원 회장에 선출되어 1960년까지 재직했고, 1956년에 서울대학교 총장에 천거되었다. 1956년 문교부 장관이 된 최규남 박사는 6월 19일 자신의 후임 서울대 총장으로 당시 부총장이던 윤일선을 지명하였으며, 이에 따른 투표에 따라 총장에 임명되었다.
1956년 문교부 장관이 된 최규남 박사는 동년 6월 19일 자신의 후임 서울대 총장으로, 당시 부총장이던 윤일선을 지명했는데, 당시 국립대 총장은 교육공무원임명령 제7조에 의거, 문교부 장관이 지명하면, 당해 대학 교수회의 동의를 얻어 임명하게 되어 있었으며, 조교수 이상 재적교수 과반수의 출석과 출석 교수 중 과반수의 동의를 얻어야 했다. 따라서 총장 지명자 윤일선에 대한 동의 투표를 실시하기 위해 6월 28일 하오 2시 서울대학교 조교수 이상 재적교수 2백70명 중 외유(外留) 교수 61명과 불참자 9명을 제외한 2백 명의 교수가 출석(95%), 본부 강단에서 교수회를 개최, 윤일선에 대한 동의 투표를 실시했다. 그 결과 가 1백81표, 부 13표, 무효 6표로서 윤일선은 90%의 동의를 얻었다.
그러나 그의 서울대학교 총장 취임을 이승만은 못마땅하게 여겼다. 서울대학교 총장을 임명제로 임명되지 않은 것에 불만을 느낀 이승만은 최규남 문교부장관에게 윤일선의 취임을 비토할 수 없겠느냐고 묻기까지도 했다.
서울대학교 총장 재직 중 그는 서울대학교가 미국 미네소타 대학교와 자매결연을 하도록 추진했고, ICA의 원조를 얻어 서울대학교 의대, 공대, 농대를 정비, 증축하고, 의대, 공대, 농대의 연구 시설을 도입하였으며, 3백여 명 이상의 서울대학교 교수들을 교환교수 형식으로 미국 유학을 추진했다. 이때 그는 미국에 간 교수들은 교환교수 또는 유급 휴직의 형태로 미국 유학비와 유학생활 편의를 모두 봐주었다.

#### 학생들을 보호하다
3월 20일 경부터 3.15 부정선거에 항의하는 학생 데모가 계속되자 시위기간 중 윤일선은 교수들을 데리고 직접 학생 시위대의 곁을 지키며 그들을 보호하였다. 정체불명의 사람이 누군가가 접근하면 그대는 어느 학과의 누군가 라고 물어 신원을 확인하곤 했다. 이 때문에 불순한 마음을 품고 학생들을 선동하러 왔던 정체불명의 젊은이들이 갑자기 그의 손을 뿌리치고 도망치기도 했다.
최루탄과 총탄이 날아오는 중에 그는 시위대와 경찰 사이에 서서 경찰에게 학생들에게 과잉진압하지 말 것을 호소하였다. 또한 체포된 학생들의 구명과 석방을 위해서도 경찰서 당국과 직접 교섭, 앞길이 창창한 젊은이들이 한순간의 실수로 인생을 망치는 일이 없도록 잘 봐달라고 선처를 호소하였다. 4.19 이후에도 그는 학생 시위대의 귀가를 호소하는 한편, 3.15 부정선거 직후 어수선해지고 흉흉해진 서울대학교 교내 수업분위기를 다잡으려 노력하였다.

### 생애 후반

#### 4.19 혁명 전후

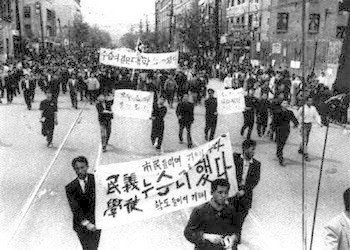
4.19 혁명

1960년 4월 18일 고려대학교 학생 데모가 있던 날 저녁 당시 자유당 국회의원인 최규남으로부터 "서울대학생들도 데모에 나올 주 모르니 조심하라"는 말을 들었다. 4월 19일 아침 8시에 윤일선은 각 단과대학 학장회의를 소집했다. 회의가 끝나기도 전에 서울대 문리대생들이 데모를 벌일 기세를 보여 학장들이 황급히 달려나가 말렸으나 소용이 없었다. 이후 4.19 혁명이 발생하자 그는 학생들을 다치지 않게 하기 위해 노력하였다. 경찰청과 법원에 전화를 걸어 학생들의 데모 참여를 만류할테니 최대한 관대한 처리를 요청하였다.
4월 19일 낮 윤일선은 신태환 서울법대 학장 등 7, 8명의 학장들과 함께 여의도 국회의사장까지 간 서울대 데모대를 찾아가 학교로 되돌아가라고 설득했다. 학생들은 공부가 학생들의 본분이며, 자기 분야에서 최선을 다하는 것이 진정한 애국이라는 것이었다.

1960년 4월 27일 시민의 진정을 호소하는 학생 시위대

그가 학생들의 귀교 조건으로 내세운 것은 "연행된 학생들의 석방"이었다. 이어 학생들의 귀교 조건으로 내세운 연행된 학생들의 석방 문제를 협의하기 위해 동대문경찰서장을 만나고 왔는데 서울대생들은 건대, 중앙대 등의 데모대 대열과 함께 중앙청 쪽으로 움직이고 있었다. 시위가 격화되면서 그는 학생들 옆을 따라갔다. 동아일보사 사옥 앞에서 서울대생도 아닌 불량차림의 청년이 데모대열에 끼어들어 선동하는 것을 본 윤일선은 "너 학생이냐"라고 물었다. 학생들 사이에 끼어들어 유언비어를 선동하는 자들을 막기도 하면서 그는 시위 학생들과 동행하였다. 국민대학교 앞에 이르러 경찰들이 발포 사격을 가하자 그는 학생들의 앞에서 이를 가로막고 중지를 호소하기도 했다.
그러나 국민대학 앞에서의 경찰의 총격에 학생들이 쓰러지는 것을 목격한 그는 사태를 돌이킬수 없다는 것을 직감할 수 있었다고 회상한다. 이어 학생들의 학교 복귀를 촉구하는 한편 경찰에 찾아가 연행된 학생들의 석방, 사면을 호소하여 학생들의 석방, 사면을 위해 노력하였다. 이어 4월 26일 이승만이 하야하면서 데모대에 가담했던 학생들도 자연 해산했고 그도 학교로 되돌아왔다.
4.19 혁명 이후 학원가에는 무능교수 배척운동이 발생했다. 학원가에 일기 시작한 무능교수 배척 운동으로 파동을 겪자 대학 교수들은 학생들에 대한 정학, 징계, 학점 불이익 등 강경책을 추진했다. 그러나 윤일선은 학생들의 이러한 행동을 변호하였다. "순수한 비판행동으로 해석해야 한다."는 것이었다.

#### 교육, 정치 활동

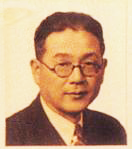
장면 국무총리

1960년 8월 사촌 동생 윤보선이 대통령에 취임하면서 청와대에 다녀왔다.
장면 내각 때에는 국무총리실에 불려가 장면 총리로부터 데모를 막으라고 지시를 받았다. 그러나 수시로 학생 데모가 발생했고 그는 다른 대학 총장들과 함께 수시로 총리실로 불려가 장면 총리에게 질타를 받았다. 제2공화국 기간 중 "데모 막으라"며 매일 장면총리에게 불려가 다시피 했다.

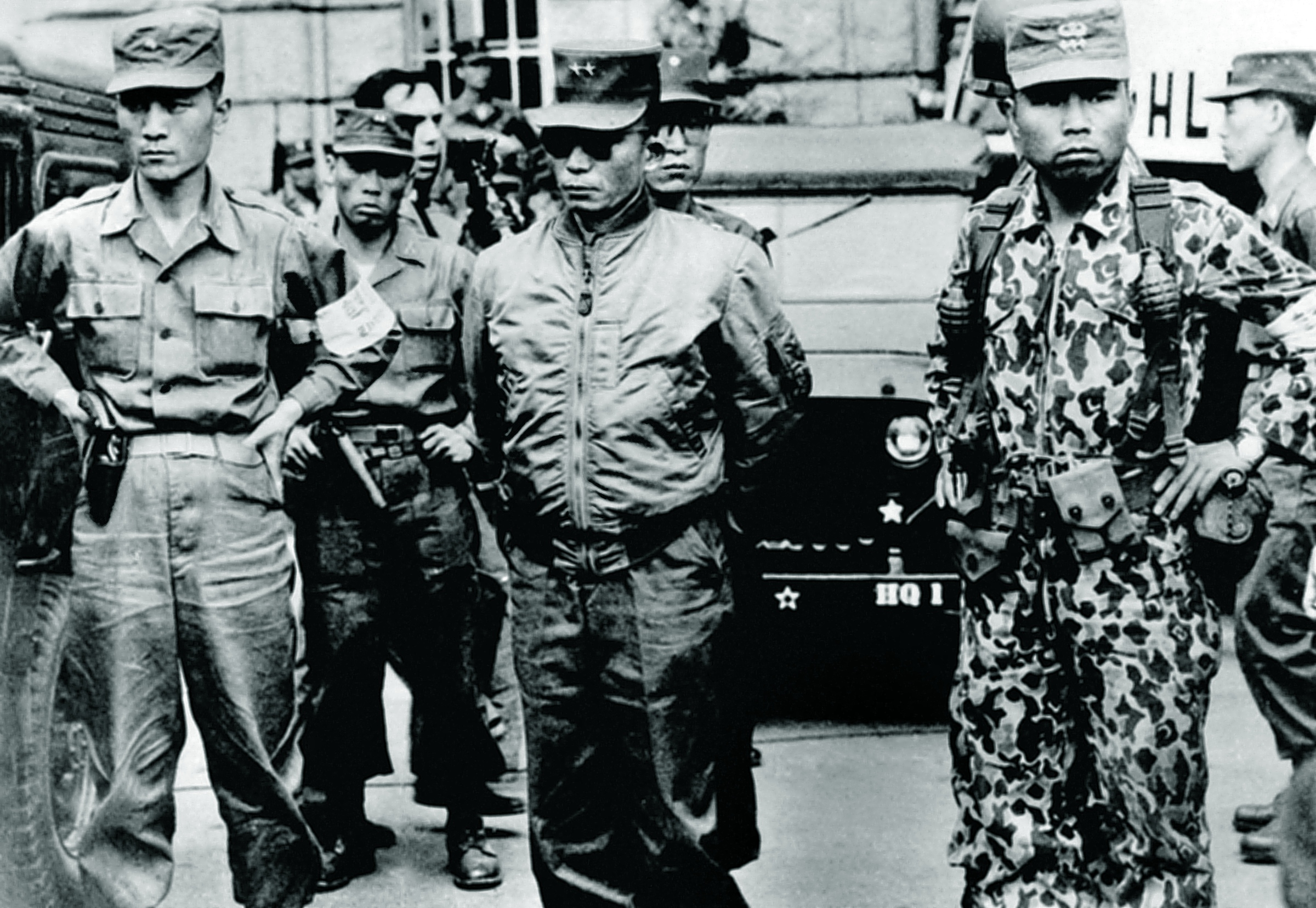
5·16 군사정변 직후, 5월 16일 중앙청 앞에서 박정희 소장과 이낙선 소령, 박종규 소령

5·16 군사 정변 당시 군정을 지지하였다. 그는 대학생들에게 "학생은 정치에 관여해서는 안 된다."며 설득하였다. 그러나 정치 문제에 깊이 빠진 학생들은 그의 충고를 듣지 않았다. 5.16 군사 정변 직후 "학생은 정치에 관여해서는 안 된다."는 그의 충고를 듣지 않은 대학생들이 정부 당국에 체포, 일제 구속되는 사태를 목격하였다. 그는 군사혁명위원회를 찾아가 철모르는 학생들이니 용서해 줄 것을 탄원하여 학생들의 처벌, 구속 수를 최소화하였다.
1961년 9월 말 서울대학교 총장직을 사퇴했고, 그해 정년퇴임한 뒤에도 1961년 서울대학교 의과대학 병리학 강사, 서울대학교 대학원 강사를 거쳐 1962년 서울대학교 의과대학 명예교수에 선출됐다. 1963년 1월 군정에 참여하여 정구영, 김종필, 숙부 윤치영 등과 함께 민주공화당 창당에 참여했고, 1963년 2월 22일 민주공화당 서울시지구당 창당준비위원장에 선출된 뒤, 2월 26일 공화당 서울시지구당 위원장에 선임되었다.

#### 학교에서 집을 마련해주다
대가의 자손으로 태어났지만 검소하고 결백했으며, 재산 욕심이 없어 집한칸 제대로 마련하지 못하였다 한다. 교수생활 내내 셋방살이를 전전하였다. 그는 개인적으로 자동차 하나도 없었다. 미국의 모 순복음교회 주최로 미국인 목사가 와서 여의도 광장에서 대집회를 하고 돌아가던 길에 우연히 윤일선을 만나고는 차는 어디에 두었는가를 묻자 그는 걷는 것이 상책입니다. 하늘이 준 건각(健脚)이 있지 않습니까 라고 대답하였다.
그의 서울 용산구 한강변의 양옥 집은 정년퇴임 이후 마련한 것으로, 1960년 8월 정년퇴직 후 제자들과 동문회에서 마련해 주었다. 제자들과 동문회에서 십시일반으로 성금을 모아 집을 마련해주었다 하여 특별히 제자들이 집을 사주다 라는 제목으로 방송과 신문에 대서특필되기도 했다.

#### 사회단체 활동
1963년 대한민국 국내에 원자력 의학이 처음으로 도입되자 그는 원자력 병원의 초대 원장에 특별히 임명되었다. 이어 원자력 치료에 대한 연구 및 지원에 힘써 원자력 치료의 기틀을 마련하였다. 원자력 병원장에 선출된 뒤 원자력원 내 방사지농학연구소를 창설하였다. 1964년 8월 13일 아리앙스 프랭세즈 프랑스연합회 한국위원회 명예회원에 위촉되고, 1964년 9월 오스트리아 비엔나에서 개최된 국제원자력기구(IAEA) 총회 한국대표로 다녀왔으며, 1965년 9월 다시 오스트리아 비엔나에서 개최된 국제원자력기구(IAEA) 총회 한국대표로 선발되어 다녀왔다. 1966년 원자력병원장에 재선되었다.
1972년 한국과학진흥재단 고문, 연암문화재단 이사, 한국아동재단 이사에 위촉되었다.
그 후 유네스코 한국과학기술정보센터 위원장, 원자력병원장, 과학기술 후원회 이사장 등을 거쳐 1980년 재단법인 한국과학기술진흥재단 이사장이 되었다. 학술원상과 문화 훈장, 서울시 문화상 등을 받았다. 1986년 2월 인간상록수 명예 칭호를 수여받았다. 한국 의학계의 태두라는 평가를 받았다.
만년에는 백내장 수술과 난청을 앓았다. 1987년 6월 22일 서울특별시 동작구 노량진2동 225의 236번지 자택에서 노환으로 사망하였다. 당시 그의 나이 향년 91세였다.

### 사후
서울정동 제일감리교회에서 발인, 장례식 후 충청남도 아산군 음봉면 원남리 선영하에 안장되었다. 1989년 6월 3일 제자인 이상국(李尙國) 서울대학교 의대 교수 등에 의해 아산 원남리 묘소 근처에 추모비가 제막되었다.
2008년 8월 학술지 ‘한국사 시민강좌’ 하반기호(43호)에서 대한민국 건국 60주년 특집 ‘대한민국을 세운 사람들’ 을 선발, 건국의 기초를 다진 32명을 선정할 때 교육, 학술 부문의 한사람으로 선정되었다. 2011년 8월 과학기술인의 명예의 전당에 헌정되었다.

## 약력
- 1896년 10월 5일 출생
- 1906년 귀국해 아버지의 직장 근처인 서울특별시 경성부의 정동에 있는 일출소학교를 다녔다.
- 1909년 겨울 어머니 이숙경 사망
- 1919년 일본 경도제대 의학부 입학
- 1928년 조선인 최초 경성제국대학(京城帝國大學) 의학과 병리학 교수 부임
- 1929년 1월 17일 일본 교토 제국대학 의학박사학위 취득
- 1946년 경성제대 의과대학장 취임
- 1948년 대한의학협회 회장 취임
- 1949년 12월 2일 아버지 윤치오 사망
- 1950년 6월 ~ 1952년 6·25 전쟁으로 피신
- 1953년 서울대학교 의과대학원 원장 임명
- 1954년 대한민국 학술원 출범 참가, 자연 제4분과 회원
- 1954년 4월 6일 대한민국 학술원 초대 원장[20]
- 1956년 서울대학교 제6대 총장 취임
- 1962년 함춘장학회(含春奬學會) 조직
- 1963년 2월 윤치영 등과 민주공화당 창당에 참가
- 1963년 2월 22일 민주공화당 서울시지구당 창당준비위원장
- 1963년 2월 26일 민주공화당 서울시지구당 위원장
- 1963년 원자력병원 원장 취임
- 1966년 원자력병원 원장에 재선, 연임
- 1967년 7월 25일 한국과학기술 후원회 이사장
- 1968년 9월 16일 연세대학교 명예법학박사수여
- 1980년 한영협회 회장
- 1980년 재단법인 한국과학기술진흥재단 이사장이
- 1987년 6월 22일 사망
- 2003년 8월 9일 조영숙([21] 윤일선 부인) 사망

## 저서 및 논문

### 논문
- 《인체내분비에 관한 연구》
- 《면역체》(免疫體)
- 《한국인의 암에 대한 통계학적 연구》(1947)
- 《안드라퀴논을 투여하여 발생한 토끼의 위암》(1947)

### 저서
- 《윤일선박사화갑기념논문집》

## 상훈 경력
- 1955년 7월 대한민국 학술원상
- 1956년 4월 서울특별시 문화상
- 1961년 10월 문교부 장관 표창장
- 1962년 11월 문화훈장
- 1963년 3월 1일 3.1 문화상
- 1979년 12월 21일 연암문화재단 감사패

## 학력
- 경성고등보통학교 수료
- 일본 오카야마 제6중학교 졸업
- 1923년 2월 일본 교토 제국대학교[22] 병리학 전공
- 1925년 8월 일본 교토 제국대학교 대학원 의학석사(병리학 분야)(醫學碩士)
- 1929년 2월 일본 교토 제국대학교 대학원 의학박사(병리학 분야)(醫學博士)

### 명예 박사 학위
- 1968년 9월 16일 연세대학교 명예 법학박사(法學博士, Doctor of Law)

## 사상과 신념

### 교육론
그는 국가가 부강해지려면 경제가 발전돼야 하고 경제가 발전되려면 과학이 발달돼야 한다는 견지에서 산학협동의 구체화를 지지하였다. 그러나 그는 "산업과 학문이 너무 밀착되면 학문의 (순수한) 목적을 자칫 망각하게 되는 부작용이 생길 염려가 있다."며 경계하기도 했다.

### 과학 기술관
그는 실험, 실습 위주의 교육이 과학 기술을 발전시킨다고 했다. "과학 교육은 실험 위주라야 과학 정신을 체득할 수 있다."는 것이다. 이론 교육의 중요성을 부정하지는 않았지만 그는 실험과 실습이 중요하다고 본 것이다.
또한 70년대 이후 입시 위주의 우리나라 과학교육을 안타까워하기도 했다.

## 가계

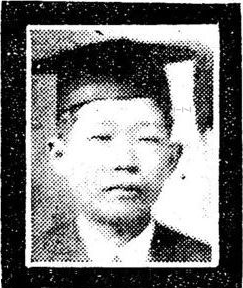
미국에서 요절한 셋째 동생 윤왕선

당숙 윤치호

동생 윤명선은 만주국 총무청 사계처(司計處) 통계과장을 지냈고, 막내 윤승선(尹昇善)은 일본군 관동군사령부 대위를 지냈다. 둘째 아들 윤탁구 역시 후일 원자력 병원장을 역임하기도 했다. 계모 윤고려는 한국인 최초로 남편의 성을 따라 성을 바꾼 신여성이었다.
- 아버지: 윤치오(尹致旿, 1869년 8월 5일 ~ 1950년 12월 22일)
- 어머니: 이숙경(李淑卿, 다른 이름은 이경숙(李敬淑), 1869년 ~ 1909년)
  - 여동생: 윤시선(尹時善)
  - 남동생: 윤명선 (尹明善, 1900년 9월 1일 ~ 1946년 2월 11일[23])
  - 남동생: 윤왕선(尹旺善, 1902년 1월 ~ 1926년 8월 20일, 미국에서 사망)
  - 남동생: 윤승선(尹勝善, 1904년 8월 7일 ~ 1966년 7월 20일)
  - 여동생 : 윤환선(尹晥善)
- 계모: 윤고려(尹高麗, 다른 이름은 윤고라), 김윤정(金潤晶)의 딸
  - 이복여동생 : 윤융희[24]
  - 이복남동생 : 윤욱선
  - 이복남동생 : 윤창선[24]
- 계모: 현송자(玄松子, 1899년 5월 16일 ~ 1978년)
  - 이복남동생 : 윤영선(尹暎善, 1922년 11월 11일 -)
  - 이복남동생 : 윤대선(1929년 2월 23일 - 1939년 11월 30일)
  - 이복여동생: 윤효선(尹曉善, 1925년 4월 7일 - )

- 처: 조마구례(趙瑪玖禮, 다른 이름은 조영숙(趙榮淑) 또는 Margaret Young Sook Cho, 1901년 12월 14일 ~ 2003년 8월 9일)
  - 첫째 아들: 윤석구(尹錫求, 1929년 9월 6일 - , 물리학자, 미국 사지노 대학 물리학과 교수)
  - 둘째 아들: 윤탁구(尹鐸求, 1932년 6월 15일 - , 의사·원자력 병원장 역임)
  - 셋째 아들: 윤종구 (尹鍾求, 1933년 7월 24일 - , 의사, 서울대학교 의과대학 소아과학교실 교수)
  - 넷째 아들 : 윤진구 (尹鎭求, 1936년 3월 22일 - )
  - 다섯째 아들: 윤용구(尹鏞求, 1937년 - )
  - 다섯째 며느리: 윤양희(尹洋姬, 음악가·파이프오르가니스트·언론인, 총신대학교, 이화여자대학교 교수)
    - 손녀 딸 : 2명

  - 첫째 딸 : 윤영구 (남편 최희창의 성을 따라 Alice Yun Chai 또는 앨리스 최로 불림, 1928년 7월 10일 - 2011년 5월 9일, 하와이대 여성학과 (Department of Womens Studies) 교수)
  - 첫째 사위 : 최희창(崔熙暢, Hichang Chai, 공학박사, 연세대학교 교수, 하와이 대학교 교수, 2001년 사망)
    - 외손자 : 최문기(1960년 - , 변호사)
    - 외손자며느리 : 메리 루(Mary Loo)
      - 진외증손자 : 최선일(영문명 리키(Ricky))
      - 진외증손녀 : 최선윤(영문명 줄리에(Julie))

    - 외손자 : 최승기(1961년 - , 사회학자, 아리조나 대학교 사회학과 교수)
    - 외손자며느리 : 이혜련
      - 진외증손자 : 최선영(영문명 알렉산더(Alexander)
      - 진외증손녀 : 최선우(영문명 마들레네(Madeleine))

    - 외손녀 : 최윤기(1966년 - )
    - 외손녀사위 : 코지 타니야마
      - 외외증손자 : 레오나르도 신이치(Leonardo Shinichi)

  - 둘째 딸 : 윤용구(1929년 - )
- 외할아버지: 김윤정(金潤晶)

## 평가
국립 고등 교육의 틀을 갖추는데 크게 공헌하였다는 평가가 있다. 그는 1953년 서울대학교 대학원장, 1956년 서울대학교 총장을 역임하면서 의학교육에 큰 기여를 했다. 또한 의학발전에 많은 공헌을 했으며, 1966년 한국원자력원 원장, 1967년 한국과학기술후원회 이사장, 1971년 과학기술단체 총연합회 명예회장을 지내는 동안 한국 과학기술 발전에도 큰 힘을 쏟았다는 평가가 있다.
한때 정운현은 그가 일제 강점기때 미영타도 대강연회의 연사로 참가 한 점을 들어 비판하기도 했다.

## 기타
- 일제강점기 당시 미영타도 대강연회 연사로 참가한 적이 있다.
- 둘째 아들 윤탁구 외에도 셋째 아들 윤종구가 의사이고, 사촌 형제 윤유선은 보건사회부 의정국장과 국립의료원장을 지냈다.[26] 윤종구는 소아과 의사로 서울대학교 의과대학 의학과 소아과학교실 부교수와 교수를 지냈다. 셋째 며느리 문이숙(文利淑) 역시 의사로 이화여자대학교 대학병원 간호과장을 역임했다. 군의관과 대한민국육군의무감을 지낸 5촌 당숙 윤치왕 역시 의사로 산부인과 의사였다. 윤일선의 장남 윤석구는 물리학자이다.
- 그는 박정희의 민주 공화당의 출범에 참여하였는데, 당시 박정희는 그의 사촌 동생인 윤보선의 정적이었다. 그러나 그는 숙부 윤치영이나 사촌 동생 윤보선 등과는 달리 정치적인 입장 표명은 비교적 자제하여 비판받지 않았다.
- 그가 서울대학교 총장에 선출된 것은 교수들의 투표로 총장을 선출한 첫 선례가 되었다. 이러한 '민주적 방식으로 교수회의 동의를 거쳐 총장을 선정한 것은 서울대학교 개교 이래 처음이었다.[14] 또한 교육공무원법 시행 이후 첫 번째 일로서 대학자치의 성장에 매우 획기적인 일이었다[14]' 한다. 따라서 이를 대학신문은 1956년 7월 2일자 제154호 1면 머리기사로 "교수회가 원하는 총장, 윤박사에 압도적 동의"라는 제목으로 대서 특필했다. 그러나 군사정권은 대학 자치와 학문 자유를 제한하기 위해 더 이상 투표제도를 시행 못하도록 했다.[14]

## 같이 보기
| - 교토 제국 대학 - 서울대학교 - 세브란스 의과 대학 - 병리학 - 임상병리학 - 생물학 - 원자력 - 윤치왕 - 윤치오 - 윤보선 - 윤유선 - 이승만 - 윤시선 - 민원식 - 김두종 | - 민주공화당 - 대한적십자사 - 해부학 - 김성수 - 윤석구 - 윤탁구 - 원자력 병원 - 윤유선 - 윤치영 - 장면 - 박정희 - 윤치호 - 남흥우 - 윤고려 - 김규식 | - 대한민국 학술원 - 루돌프 피르호 - 윤상구 - 윤승선 - 이병도 - 이준용 - 이진완 - 최규남 - 윤창구 |

## 참고 문헌
- 권이혁, 《마이동풍》(조화로운 삶을 위해 버려야 할 것) (신원출판사, 2008)
- 일조각 편집부, 《한국사 시민강좌 제43집》 (일조각, 2008)
- 서울대학교, 《한국의학인물사》 (서울대학교 한국의학인물사 편찬위원회, 태학사, 2008)
- 김상선, 금동화 외, 《과학대통령 박정희와 리더십》 (MSD미디어, 2010.09) 435~436, 439페이지
- 차배근, 《서울대학교 대학신문사 1(1952-1961)》 (서울대학교출판부, 2004)
- 전택부, 《자화상을 그리듯이 3》 (범우사, 2004)
- 공덕귀, 《공덕귀-나 그들과 함께 있었네》 (여성신문사, 1994)
- 윤치영, 《동산회고록:윤치영의 20세기》(삼성출판사, 1991)
- 윤일선, 《윤일선박사화갑기념논문집》 (기념편찬위원회, 1956)
- 사상계, 《학술계 창간호》 (사상계사, 1958)